# Coprinellus eurysporus
Coprinellus eurysporus är en svampart som tillhör divisionen basidiesvampar, och som först beskrevs av Morten Lange och Alexander Hanchett Smith, och fick sitt nu gällande namn av Redhead, Vilgalys och Jean-Marc Moncalvo. Coprinellus eurysporus ingår i släktet Coprinellus, och familjen Psathyrellaceae. Arten är reproducerande i Sverige.